# لامبادا (فیلم)
«لامبادا» (انگلیسی: Lambada) یک فیلم است که در سال ۱۹۹۰ منتشر شد.